# Steve Frazee
Pour les articles homonymes, voir Frazee.
Steve Frazee, né le 28 septembre 1909 à Salida dans le Colorado et mort le 21 août 1992, est un écrivain et un scénariste américain, auteur de roman policier et de roman western.

## Biographie
Entrepreneur, spécialiste de la construction et de l'extraction de minerai, il travaille dans ce secteur avant et pendant la Seconde Guerre mondiale. Après la guerre, il devient inspecteur en construction à Salida, sa ville natale.
Après la publication d'une première nouvelle dans le pulp Short Stories en décembre 1936, il faut attendre juillet 1947 pour la parution d'une seconde histoire. À partir de janvier 1948, il fait paraître à un rythme très soutenu une soixantaine de nouvelles appartenant presque toutes au genre du western. L'une de ses dernières nouvelles, intitulée En bonne et due forme (All Legal and Proper), obtient en 1961 le Western Heritage Award.
En parallèle, il se lance dans le roman dès 1953 avec la publication de Shining Mountains. La plupart de ses romans sont également des westerns, notamment La Loi du jupon (A Gun for Brag’s Woman), une « passionnante histoire, bien éloignée des chevauchées et des fusillades des westerns traditionnels », selon Claude Mesplède, et La Piste des Cherokees (Many Rivers to Cross), novélisation du scénario de L'Aventure fantastique. Il a aussi collaboré à Lassie, la célèbre série de littérature d'enfance et de jeunesse.
En 1955 et 1956, il est président de la Western Writers of America et le vice-président en 1962 et 1963.

## Œuvre

### SérieLassie
- The Mystery of the Bristlecone Pine, 1962 Publié en français sous le titre Lassie donne l'alarme..., Paris, Hachette, « Idéal-Bibliothèque », 1973
- The Secret of Smelters' Cave, 1968 Publié en français sous le titre Lassie et les lingots d'or, Paris, Hachette, « Idéal-Bibliothèque », 1972
- Trouble at Panter's Lake, 1972 Publié en français sous le titre Lassie chez les bêtes sauvages, Paris, Hachette, « Idéal-Bibliothèque », 1975
- Lost in the Snow, 1979
- Lassie, 1982

### Autres romans
- Shining Mountains, 1953
- The Sky Block, 1953
- Flight 409, 1953
- Many Rivers to Cross, 1955 (novélisation du scénario de L'Aventure fantastique) Publié en français sous le titre La Piste des Cherokees, Paris, Librairie des Champs-Élysées, « Le Masque-Western » no 110, 1962
- Cry, Coyote, 1956
- He Rode Alone, 1956
- Cheyenne: And the Lost Gold of Lion Park, 1957
- Desert Guns, 1957
- The Gun Throwers, 1957
- Lawman's Feud, 1957
- Pistolman, 1957
- Runing Target, 1957
- High Cage, 1958 (autre titre High Hell)
- Rendezvous, 1958
- Zorro, 1958
- Smoke in the Valley, 1959
- Walt Disney's Zorro, 1959
- The Alamo, 1960 Publié en français sous le titre Alamo, Paris, Éditions France-Empire, 1961 ; réédition sous le titre Alamo, le fort des dernières cartouches, Paris, Hachette, « Idéal-Bibliothèque » no 219, 1962
- A Day to Die, 1960
- First through the Grand Canyon, 1960
- Hellsgrin, 1960
- The Swiss Family Robinson, 1960
- More Damn Tourists, 1961
- Year of the Big Snow, 1962
- Killer Lion, 1966
- A Gun for Brag’s Woman, 1967 Publié en français sous le titre La Loi du jupon, Paris, Gallimard, Série noire no 1219, 1968 ; réédition, Paris, Gallimard, Carré noir no 298 1979
- The Outcasts, 1968
- Utah Hell Guns, 1968
- Apache Way, 1969
- Fire in the Valley, 1972
- The Bretnall Feud, 1995
- The Singing Sands, 1995
- The Way Through the Mountains, 1996
- Sharp the Bugle Calls, 1996
- Gold at Kansas Gulch, 1996
- Hidden Gold, 1997
- The Man at Gantt's Place, 1998
- Death Rides This Trail, 2000
- Ghost Mine, 2000
- Tumbling Range Woman, 2002
- Spur to the Smoke, 2003

### Recueils de nouvelles
- The Best Western Stories of Steve Frazee, 1989
- Voices in the Hill, 2002
- Nights of Terror, 2003
- Look Behind Every Hill, 2006

### Nouvelles
- Planked Miner (1936)
- Shotguns at Shavano (1947)
- Cabin Fever (1948)
- First Freeze (1948)
- Ghost-Mine Gold (1948)
- Night Guns Calling (1948)
- Guns of the Gallows Trail (1949)
- Blood-Forged (1949)
- Six Bullets West (1949)
- Johnny Beatenbow’s Long Shot (1950)
- One More Hill to Hell (1950)
- Death Crowds My Sixes (1950)
- White Water Hell (1950)
- Gunside of Hell (1950)
- Scourge of the Turnbuckle Boys (1951)
- The Man at Gantt’s Place (1951)
- Four Graves West (1951)
- Where the Gun Hawks Gather (1951)
- Shoot, Crawl—Or Die! (1951)
- The Greatest Sport (1951)
- Nights of Terror (1951)
- Valley of Destruction (1951)
- Fast Gun—Fast Grave (1951)
- Day of Decision (1951)
- Law of the Savage (1951)
- The Lucky Chance (1951)
- The Man Who Rode Alone (1951)
- Hell-High (1952)
- Warrior’s Journey (1952)
- The Death Hunter (1952)
- Freeze-Out (1952)
- Learn the Hard Way (1952)
- Boom-Camp Blonde! (1952)
- The Thin Edge (1952)
- When Earth Gods Kill (1952)
- Look Behind Every Hill (1952)
- Killer in the Snow (1953)
- The Luck of Riley (1953)
- Last of the Wild Winslows (1953)
- The Crew of the Foraker (1953)
- Many Rivers to Cross (1953)
- Low Smoke (1953)
- My Brother Down There (1953) Publié en français sous le titre Évadé mon frère, Paris, Opta, Mystère magazine no 85, février 1955
- Graveyard Shift (1953) Publié en français sous le titre Veille de nuit, Paris, Fayard, Revue 22 no 1, 1958
- Great Medicine (1953)
- The Man Who Didn’t Know Fear (1953)
- The Big Trouble (1953)
- The Big Die-Up (1953)
- The Bretnall Feud (1953)
- Death Rides This Trail! (1953)
- McCorkhill’s Private War (1954)
- Next Stop — Hell (1954)
- Legacy of Violence (1954)
- The Valley that Hell Forgot! (1954)
- The Devil’s Grubstake (1954)
- Ride the Wild Trail (1954)
- The Silence Is Loud (1955) Publié en français sous le titre Sortons de ce cauchemar, Paris, Fayard, Le Saint détective magazine no 22, décembre 1956, réédition sous le titre Un silence criant, dans le recueil Sacrés privés, Paris, Pocket no 3702, 1991
- The Marshal Makes Up his Mind (1955)
- The Schemers (1956)
- A Trap for Chicken Bill (1956)
- Voices in the Hill (1956)
- Knife in the Back (1957)
- Long Haul (1957)
- Tanglefoot Goes to War (1960)
- All Legal and Proper (1960), Western Heritage Award 1961 de la meilleure nouvelle Publié en français sous le titre En bonne et due forme, Paris, Opta, Mystère magazine no 195, avril 1964
- The Crime Broker (1962)

## Filmographie

### Au cinéma
- 1955 : L'Aventure fantastique, film américain réalisé par Roy Rowland
- 1956 : Running Target, film américain réalisé par Marvin R. Weinstein, adaptation du roman éponyme
- 1958 : High Hell (en), film américain réalisé par Burt Balaban, adaptation de High Cage
- 1958 : Sur la piste de la mort, film américain réalisé par Charles F. Haas
- 1961 : Le Trésor des sept collines, film américain réalisé par Gordon Douglas, adaptation du roman éponyme

### À la télévision
- 1954 : Syblock, épisode de la série télévisée Robert Montgomery Presents (en) réalisé par Norman Felton, adaptation du roman éponyme
- 1956 - 1957 : The Bounty Killers et Big Ghost Basin, épisodes de la série télévisée Cheyenne
- 1957 : There Were Four, épisode de la série télévisée Zane Grey Theater réalisé par Christian Nyby
- 1959 - 1960 : série télévisée The Alaskans (en)
- 1960 : Sierra, épisode de la série télévisée 77 Sunset Strip
- 1958 - 1959 : - 1962 : Freeze-Out, Payroll of the Dead et One Evening in Abilene, épisodes de la série télévisée Bronco (en)

## Sources
- Claude Mesplède, Les Années Série noire vol.3 (1966-1972) Encrage « Travaux » no 22, 1994
- Claude Mesplède et Jean-Jacques Schleret, SN, voyage au bout de la Noire : inventaire de 732 auteurs et de leurs œuvres publiés en séries Noire et Blème : suivi d'une filmographie complète, Paris, Futuropolis, 1982 (OCLC 11972030), p. 143.